# Allinge-Sandvig (parochie)
Allinge-Sandvig is een parochie van de Deense Volkskerk in de Deense gemeente Bornholm. De parochie maakt deel uit van het bisdom Kopenhagen en telt 1593 kerkleden op een bevolking van 1918 (2004).
De kerk van Allinge werd ongeveer in 1500 als kapel gebouwd en uitgebouwd in 1896. Noemenswaardig zijn de Busch-orgel uit 1894 en de kansel uit ca. 1650. Tot 1970 was de parochie deel van Nørre Herred.

## Zie ook

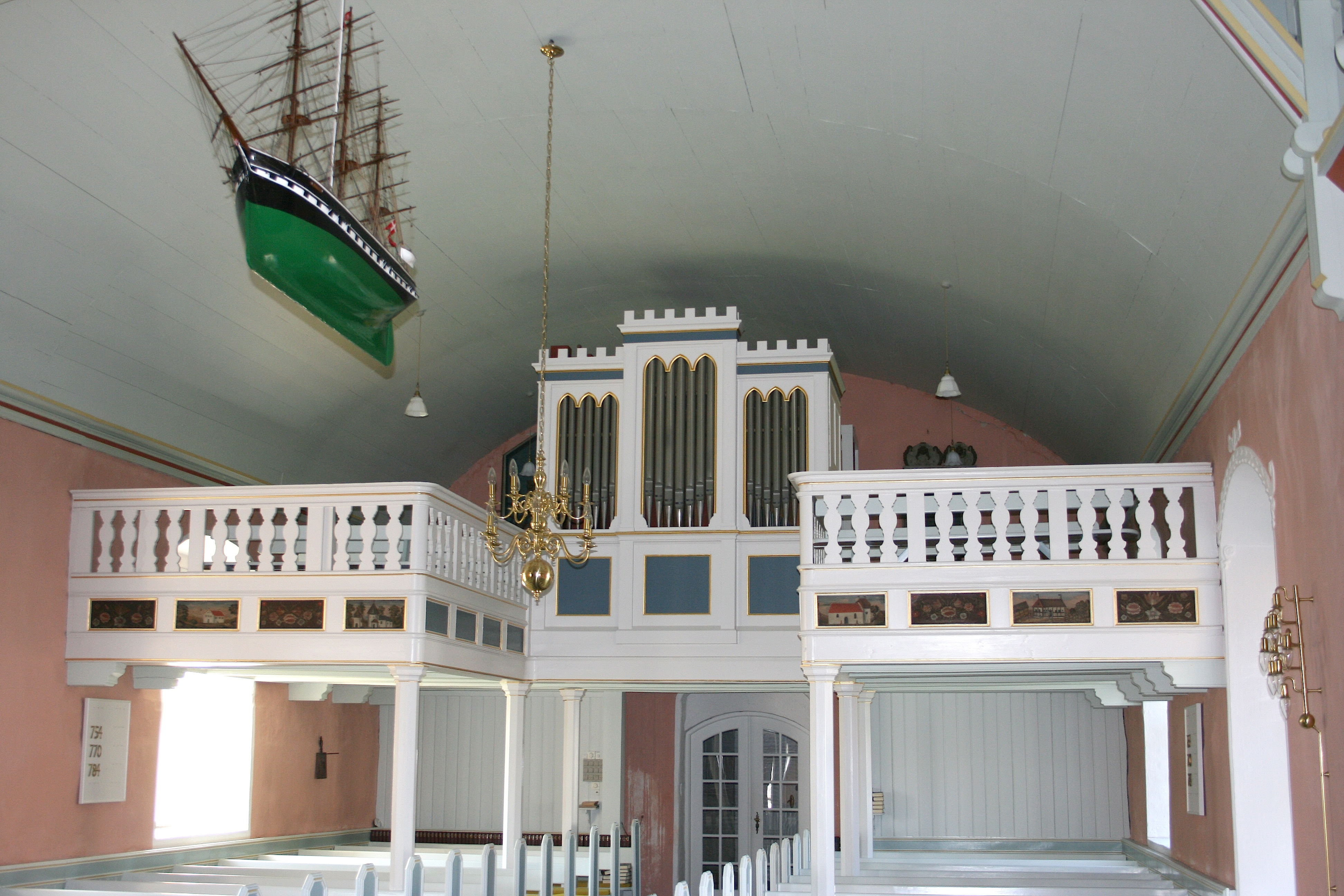
Het schip
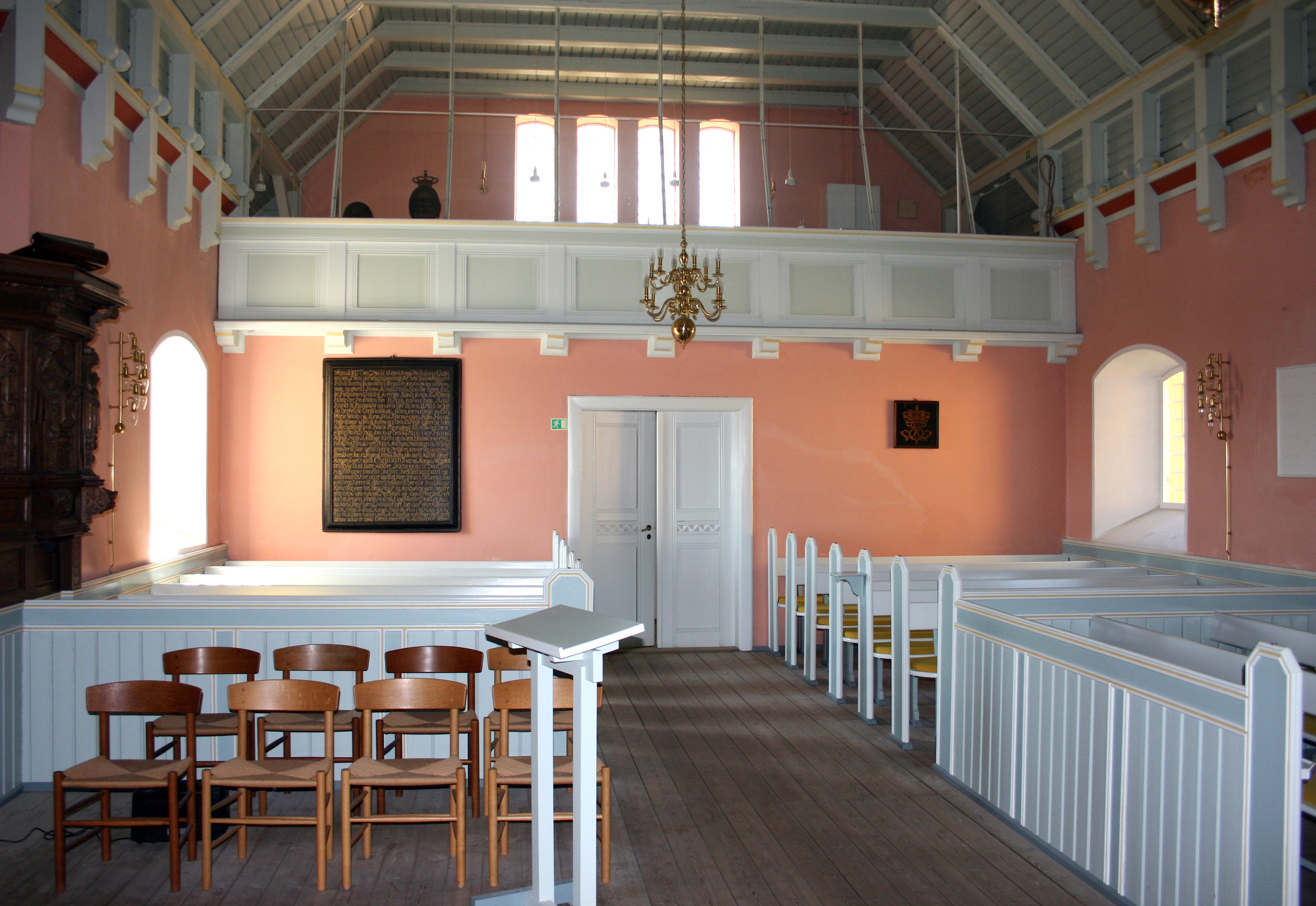
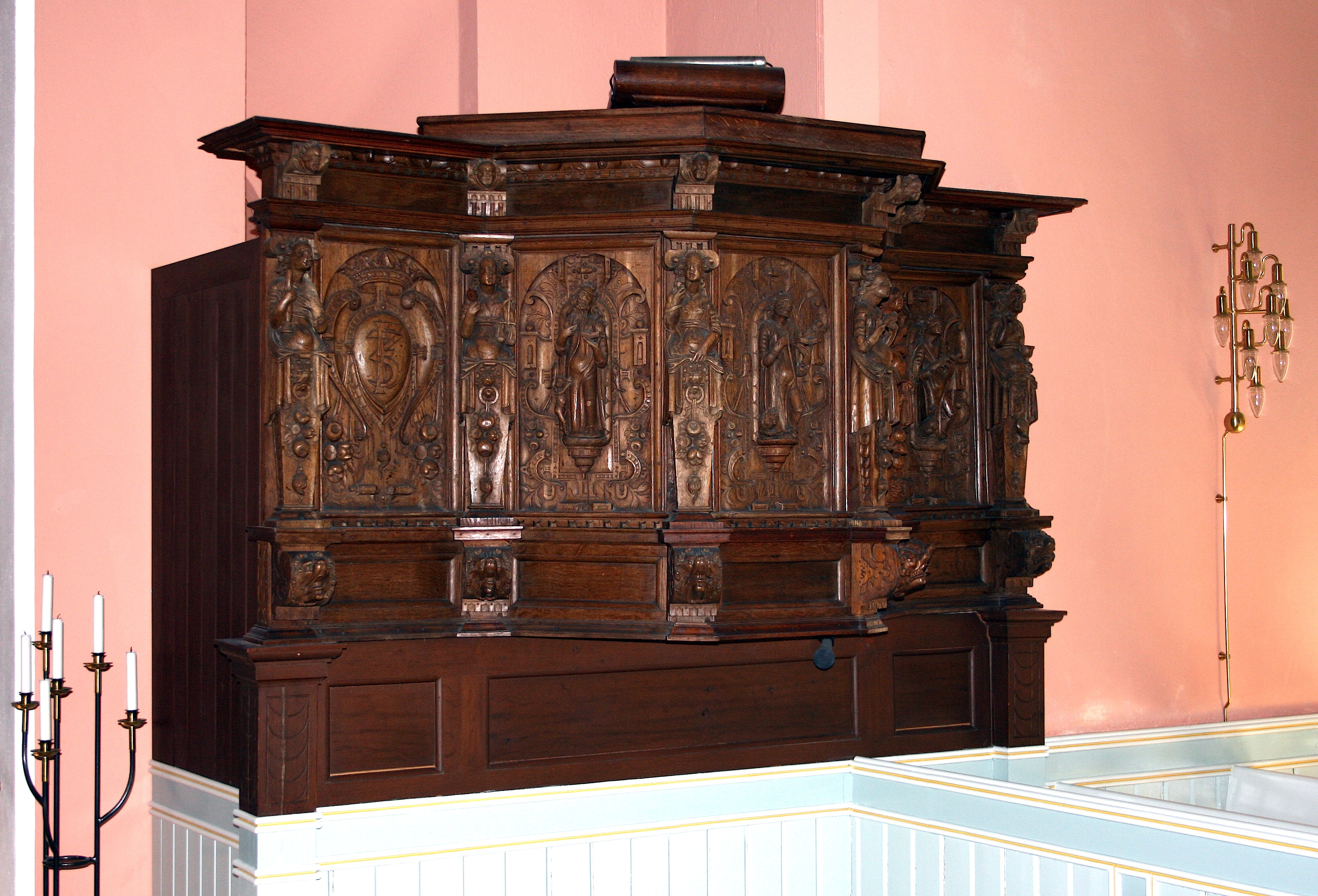
Preekstoel

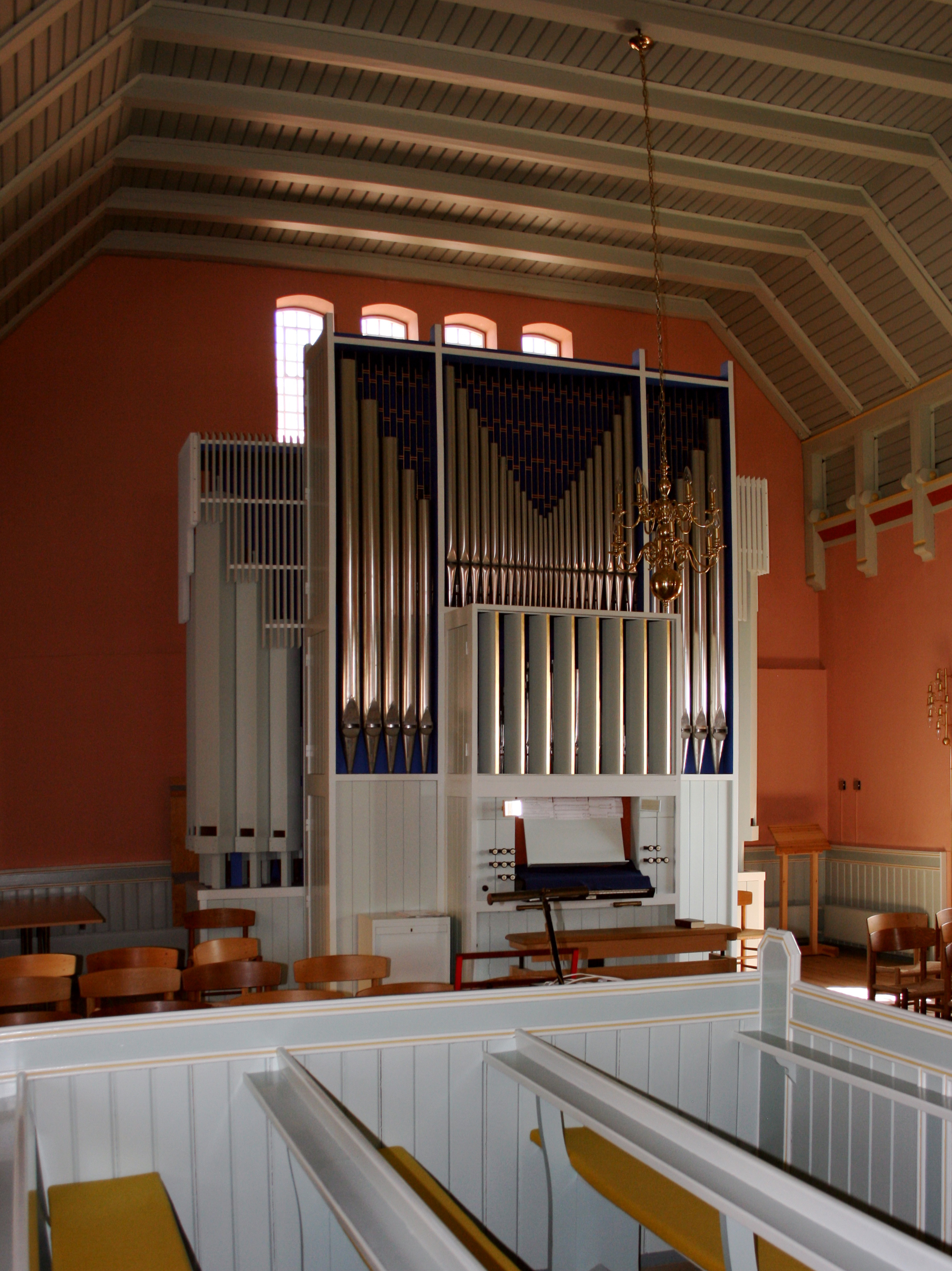
Het orgel
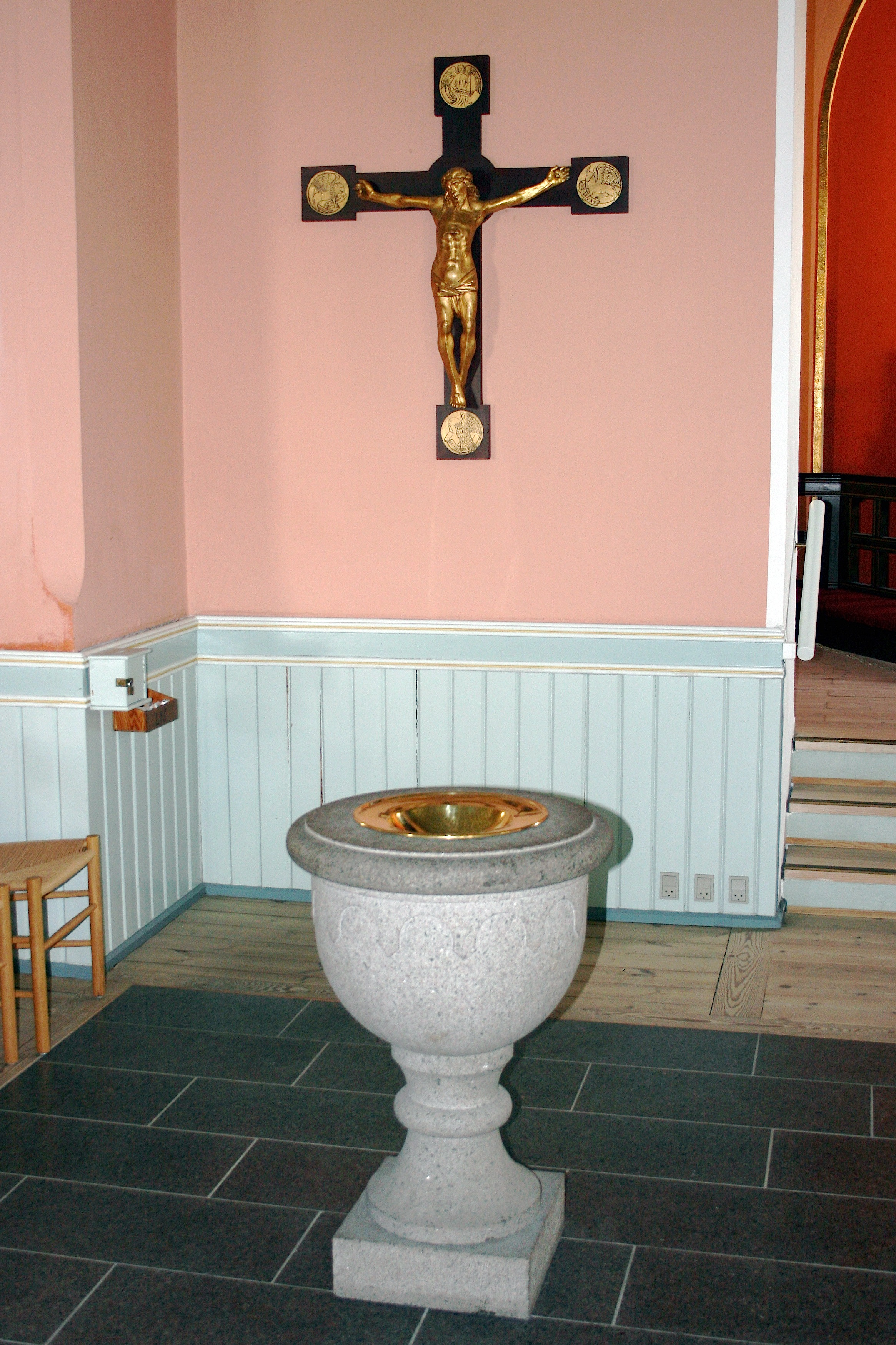
Doopvont
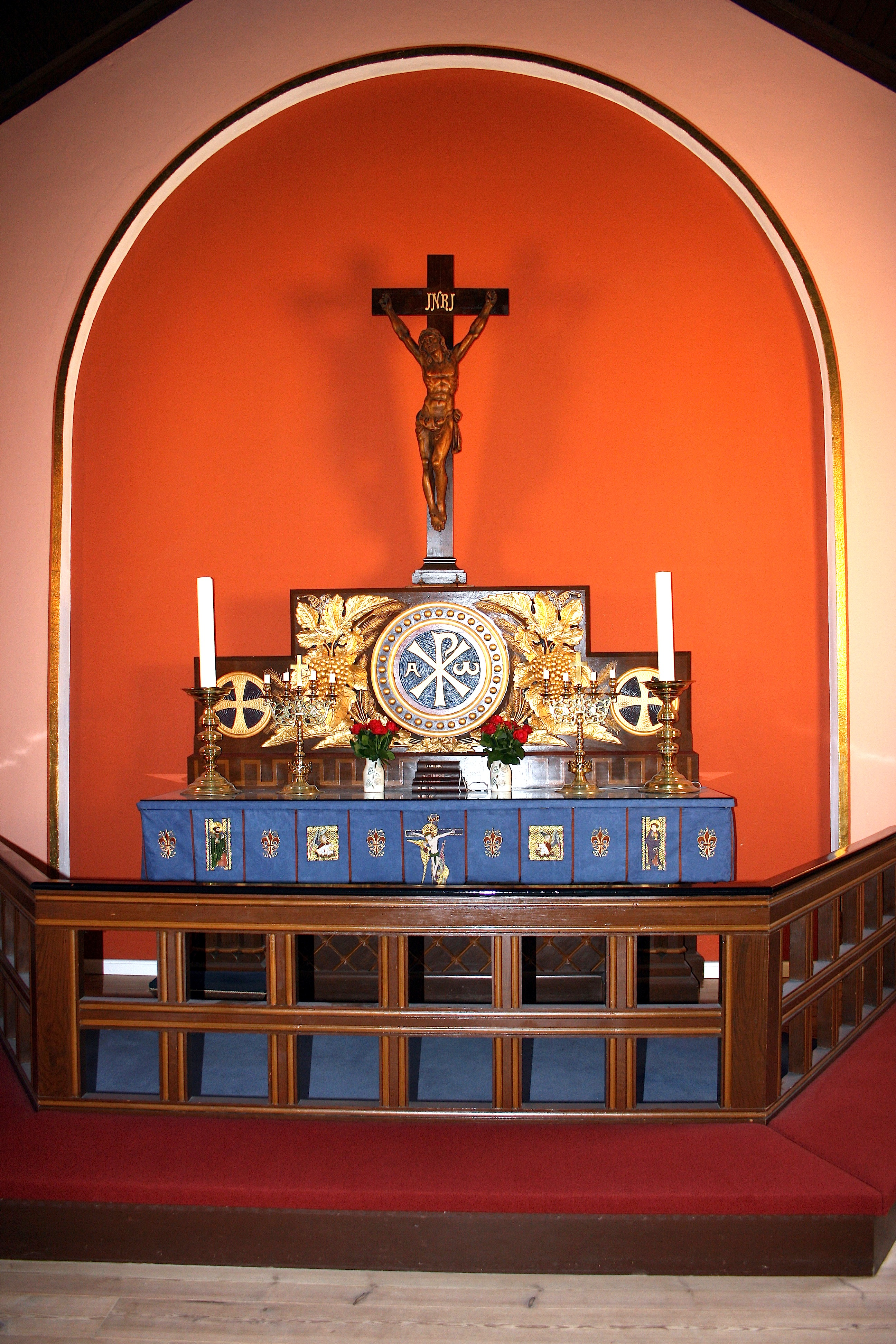
Het altaar